# Yamaha Aerox
El Aerox es una línea de moto(49cc) refrigerado por agua, fabricado por la marca Yamaha.

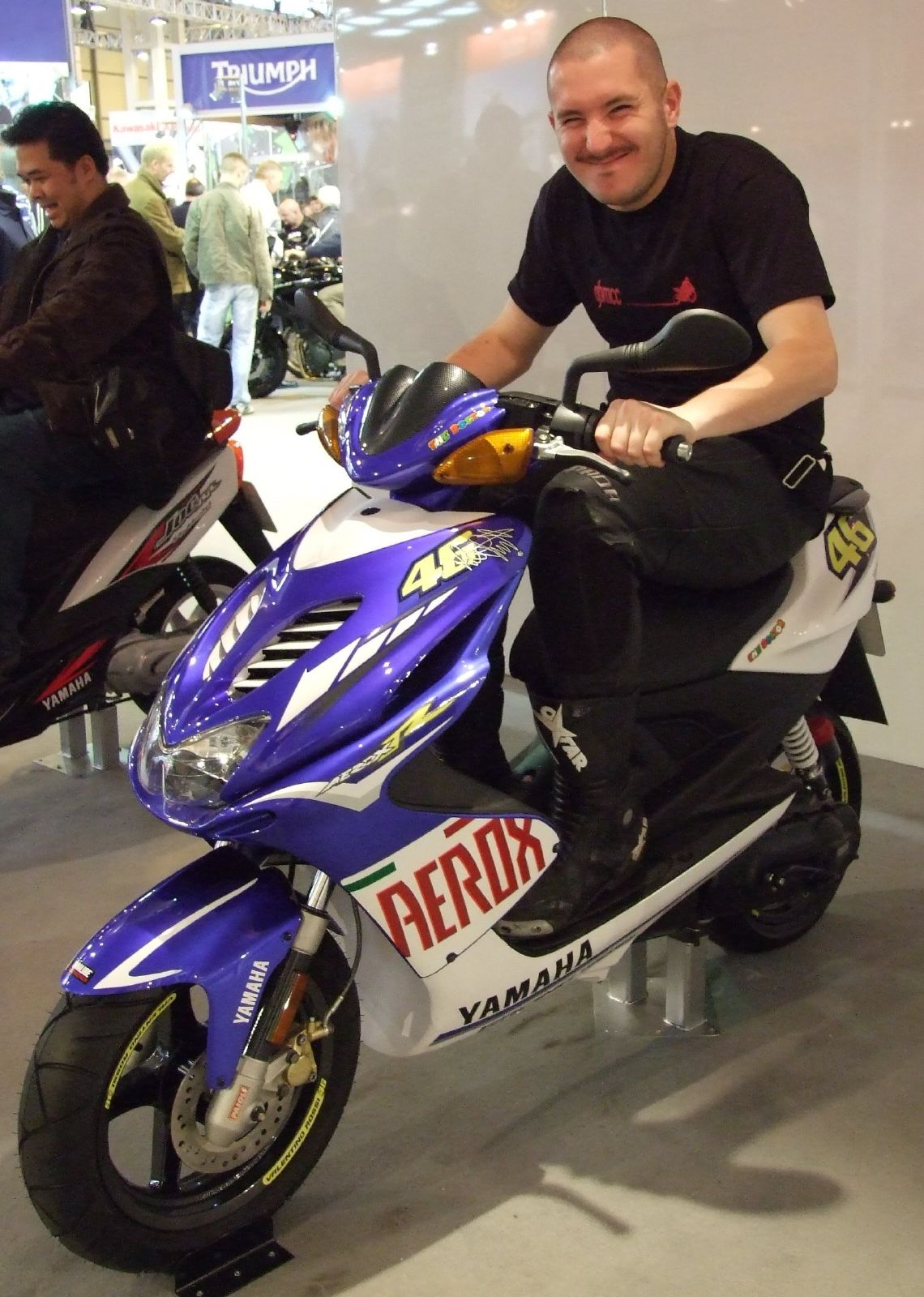
Yamaha Aerox R 46 Replica.

El motor de esta versión es de 2T de la italiana Minarelli, su forma aerodinámica y futurista ha permitido que el modelo sea aceptado año tras año casi sin ninguna modificación importante en la carrocería, salvo cambios de color, pegatinas, starter automático, variaciones en el marcador, limitaciones en el CDI a partir del 2003. Varios años se ha puesto a la venta ediciones cuyo diseño se asemeja a réplicas de motos de motociclistas profesionales del equipo Yamaha de Moto GP como estrategia de marketing para conseguir una mayor atracción del cliente a la hora de adquirir esa moto. Destaca por ejemplo la Yamaha Aerox R 46 Replica que incluye la firma de Valentino Rossi y el texto-logotipo The doctor, apodo del piloto.
En el 2013 decidieron cambiar casi por completo el diseño, con la nueva Aerox R 2013, en 2 versiones, una de ellas (Nacked) con un marcador totalmente digital.

## Especificaciones

### Motor
- Mono cilíndrico de 2 tiempos, con refrigeración forzada por agua
- Cilindrada:  49,2 cc
- Diámetro x carrera: 40,0 x 39,2 mm
- Relación de compresión: 7,44:1
- Potencia máxima: 2,0 kW @ 6.500 rpm
- Par máximo: 3,7 Nm @ 4.500 rpm
- Lubricación: Cárter húmedo
- Suministro de carburante: Gurtner
- Sistema de encendido: CDI
- Sistema de arranque: Eléctrico y pedal
- Sistema de transmisión: Automático tipo V
- Cap. depósito combustible: 7,0 L

### Chasis
- Suspensión delantera Hidráulica con horquilla telescópica
- Suspensión trasera Hidráulica con unidad oscilante
- Freno delantero Disco, Ø 190 mm
- Freno trasero Disco, Ø 190 mm
- Neumático delantero 130/60-13
- Neumático trasero 140/60-13
- Recorrido suspensión delantera (mm) 80 mm
- Recorrido suspensión trasera (mm) 60 mm

### Dimensiones
- Longitud (mm) 1743 mm
- Ancho (mm) 690 mm
- Altura (mm) 1170 mm
- Altura del asiento (mm) 828 mm
- Distancia entre ejes (mm) 1.256 mm
- Distancia mínima al suelo (mm) 185 mm
- Peso en seco sin aceite ni combustible (kg) 92 kg